# Paraphiochaeta
Paraphiochaeta är ett släkte av tvåvingar. Paraphiochaeta ingår i familjen puckelflugor.
Kladogram enligt Catalogue of Life:
| Paraphiochaeta | \| \| Paraphiochaeta biseriata \| \| \| \| \| \| Paraphiochaeta exorbitans \| \| \| \| \| \| Paraphiochaeta parvicornis \| \| \| \| |
|                | \| \| Paraphiochaeta biseriata \| \| \| \| \| \| Paraphiochaeta exorbitans \| \| \| \| \| \| Paraphiochaeta parvicornis \| \| \| \| |
|                | Paraphiochaeta biseriata |
|                | |
|                | Paraphiochaeta exorbitans |
|                | |
|                | Paraphiochaeta parvicornis |
|                | |